# Neculai Predica
Neculai Predica (n. 23 mai, 1964) este un actor de film, radio, televiziune, scenă și voce.

## Dublaj
- SpongeBob Pantaloni Pătrați - Sheldon Plankton, Omul Sirenă, Papagalul Potty si Triton (Sezoanele 3, 6-8)
- Ed, Edd și Eddy - Kevin, Johnny si Fratele lui Eddy
- Fetițele Powerpuff - Mojo Jojo si Brick
- Looney Tunes - Yosemite Sam, Taz, Elmer Fudd, Foghorn Leghorn si Wile E. Coyote
- Uimitoare lume a lui Gumball - Richard Watterson (Sezoanele 1-3)
- Un show obișnuit - Rigby si Pops (Sezoanele 1-6)
- Să-nceapă aventura - Jake (Sezoanele 1-6)
- Johnny Test - Bling Bling
- Inazuma Eleven - Kevin Dragonfly si Bobbie Shearer
- Robotboy - Doney si Dr. Kamikazi (Sezoanele 1-2)

## Filmografie
- Queen Marie of Romania (2019)
- Moștenirea (2010)
- Schimb valutar (2008) [1]
- California Dreamin' (Nesfârșit) (2007)[2]
- Bunraku (2010)[3]
- Ulița spre Europa (2004)[4]